# Rikard Ljarja
Rikard Ljarja (ur. 1 kwietnia 1943 w Szkodrze, zm. 20 kwietnia 2020 w Tiranie) – albański aktor, reżyser i scenarzysta. 

## Życiorys
Uczył się w szkole muzycznej, grając na fortepianie i fagocie. Po ukończeniu szkoły średniej w 1960 r. rozpoczął studia matematyczne, ale wkrótce je przerwał i podjął studia artystyczne. W 1964 r. ukończył Szkołę Aktorską Aleksander Moisiu w Tiranie i podjął pracę w Teatrze im. Migjeni w Szkodrze. Na scenie szkoderskiej zagrał ponad 30 ról. W 1973 rozpoczął współpracę ze Studiem Filmowym Nowa Albania (Kinostudio Albania e Re). Jako aktor filmowy zadebiutował w 1966 r. rolą tytułową w filmie fabularnym Komisarz Światła. Jak przyznał w wywiadzie, do roli tej konkurowało 15 aktorów, a on sam początkowo miał odgrywać rolę księdza, jednak sprzeciwił się temu sekretarz partii. Ma na swoim koncie 25 ról filmowych i 10 filmów, które wyreżyserował.
Z pracy w Studiu Filmowym zrezygnował w początkach lat 90., kiedy z powodu braku środków produkcję filmową ograniczono do minimum. W latach 1996–2002 był dyrektorem artystycznym telewizji albańskiej. Od 2002 r. na emeryturze.
Był żonaty (żona Marieta Ljarja jest aktorką).
Otrzymał tytuł „Zasłużonego Artysty” (alb. Artist i Merituar).

## Role filmowe
- 1966: Komisari i Dritës (Komisarz Światła) jako Dritan Shkabaj
- 1967: Duel i Heshtur (Cichy pojedynek) jako Skënder Guri
- 1967: Ngadhenjim mbi vdekjen (Zwycięstwo nad śmiercią) jako Perlat Pëllumbi
- 1968: Plage te vjetra (Stare rany) jako Naim
- 1971: Kur zbardhi një ditë (Kiedy zajaśniał dzień) jako komisarz
- 1972: Ndërgjegja jako Kujtim
- 1972: Yjet e netëve të gjata jako Adil
- 1974: Rruge të bardha jako Deda
- 1974: Shtigje te luftes (Ścieżki wojny) jako Rrema
- 1974: Shpërthimi jako Ilir
- 1975: Ne fillim te verës jako delegat okręgu
- 1975: Rrugicat që kërkonin diell (Uliczki, które szukają słońca) jako Gaqo
- 1976: Ilegalët jako inżynier Tosti
- 1977: Monumenti (Pomnik) jako chłop ze wsi
- 1978: Në pyjet me borë ka jetë jako Luka
- 1979: Radiostacioni jako komendant Dino
- 1983: Fundi i nje gjakmarrjeje
- 1984: Ura pranë kështjellës TV
- 1985: Në prag të jetës jako Andrea
- 1985: Pranverë e hidhur jako Teli
- 1987: Rrethi i kujtesës jako dr Perika
- 1988: Pesha e kohës jako Vasil
- 1990: Fletë të bardha (TV) jako Ermir Gjika
- 1996: Viktimat e Tivarit
- 2006: Anatema (Klątwa)

## Filmy wyreżyserowane
- 1978: Në pyjet me borë ka jetë
- 1979: Radiostacioni
- 1980: Sketerre 43
- 1981: Dita e parë e emërimit
- 1983: Fundi i një gjakmarrjeje
- 1986: Kur hapen dyert e jetës
- 1988: Pesha e kohës

## Scenariusze filmowe
- 1986: Kur hapen dyert e jetës
- 1988: Pesha e kohës

## Publikacje
- Rikard Ljarja: Nuk kam asnjë peng. Tirana: Onufri, 2022. ISBN 978-9928-354-41-9. (alb.). Brak numerów stron w książce